# O3D
O3D는 웹 브라우저 윈도나 XUL 데스크톱 애플리케이션에서 인터렉티브 3D 그래픽 애플리케이션을 제작하기 위한 오픈 소스(BSD license) 자바스크립트 API이며 구글에서 제작되었다. O3D는 어느 애플리케이션 영역에서든 사용될 수 있도록 제작하려 하였으나, 게임, 광고, 3D 모델링 뷰어, 제품 데모, 시뮬레이션, 엔지니어링 애플리케이션, 관제 시스템, 대규모 온라인 가상 세계 등에 적합하도록 변경이 되었다. O3D는 현재 구글의 인큐베이션 랩에 소속되어 있으며, 실험적인 웹 브라우저 플러그인으로 사용되고 있다.
O3D는 데스크톱 기반의 3D 그래픽 애플리케이션과 HTML 기반의 웹 브라이저 사이의 차이를 줄여주는 것으로 보인다. 이를 지지하는 사람들은 다운로드하여 웹 브라우저를 통해서 실행할 수 있는 Full3D 그래픽 엔진을 제작할 경우 데스크톱 컴퓨터에서 대용량의 애플리케이션을 설치할 필요성을 없애 줄 것이라고 주장한다. 이는 O3D가 자바스크립트를 이용해서 클라이언트의 CPU와 GPU에 대한 탄탄한 인터페이스를 제공하면서 애플리케이션 리소스들의 재사용성이 극대화될 수 있도록 해준다. 추가로, O3D는 서드파티 개발자들이 pre/post 이팩트나 파티클 시스템, 피직스 엔진등과 같은 커스텀 기능들을 통합할 수 있도록 해주는 플러그인 기반의 아키텍처를 사용한다. 여기서 중요한 점은 플러그인은 하드웨어와 바로 연결될 수 있는 C언어로 작성이 되었다는 것이다. 그래서 씬 렌더링 속도는 컴퓨터의 그래픽 카드에 전적으로 의존하게 된다.

## 같이 보기
- WebGL
- VRML